# قاوسا دولار

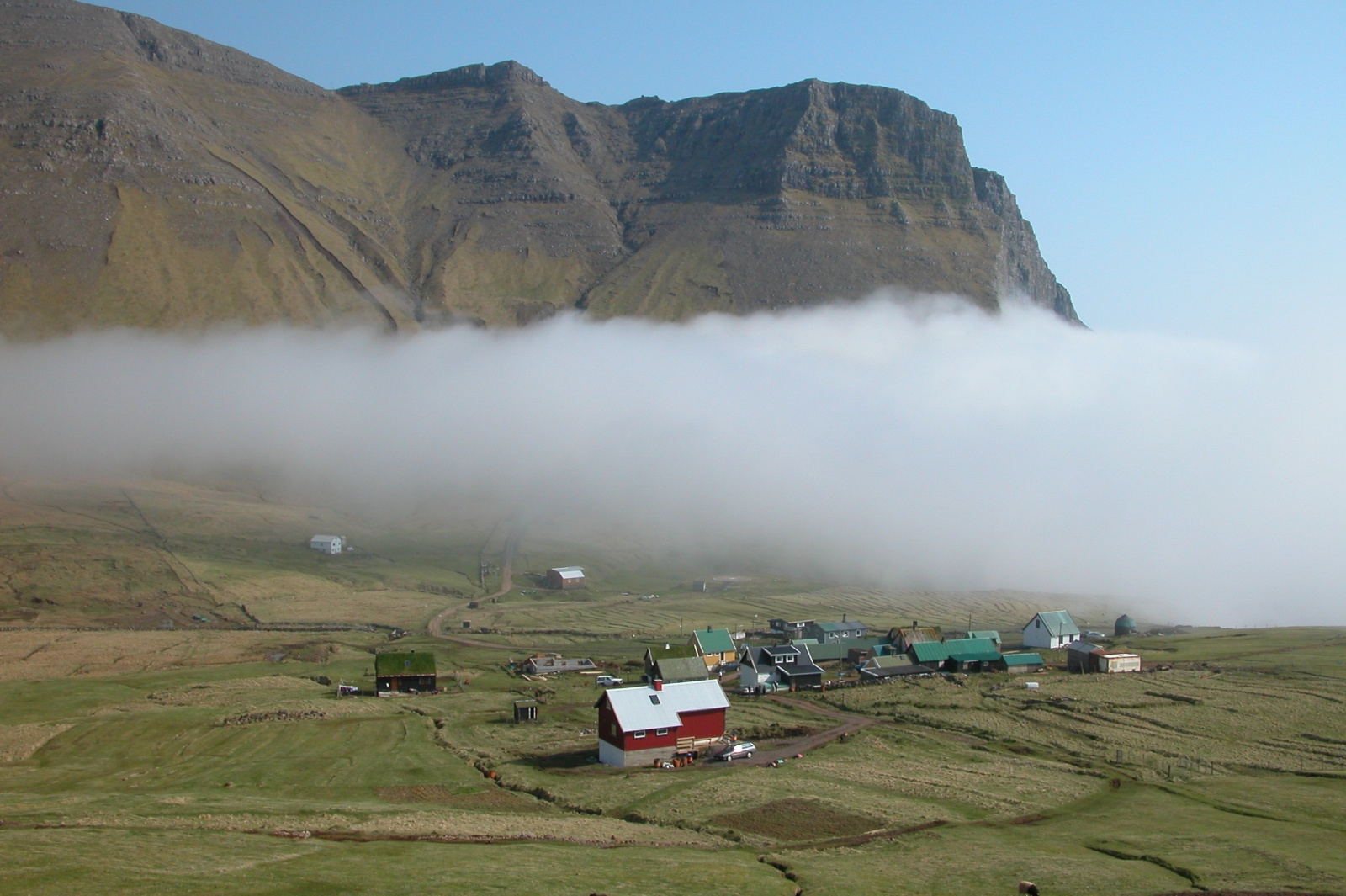
إطلالة لقاوسا دولار من الغرب

موقعها في جزر فارو

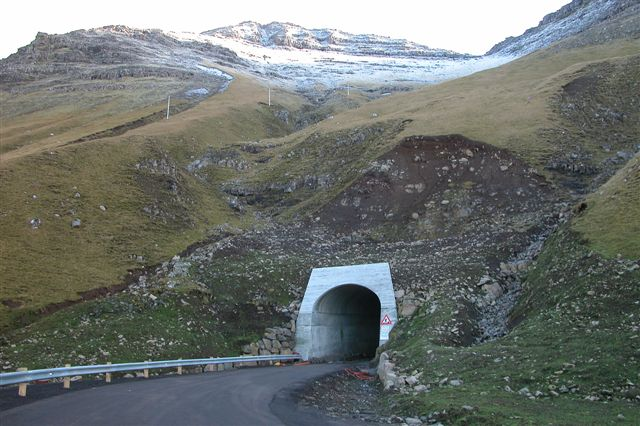
نفق قاسا دولار

قاوسا دولار تقع غرب جزر فارو وتتمتع بإطلالة شاملة على جزيرة مايكنتس. تقع قاوسا دولار على حد مايكنتس فيجيرو، وتحاط بالجبال الشاهقة في فاجار. يبلغ طول جبل ارنافجلا 722 متر، ويحدها من الشمال اما من الشرق فمرتفع ايسترتبندز حيث يبلغ ارتفاعه 715 متر، وأيضا الإطلالة الجنوبية البديعة جداً التي تطل على تندهولمر وجاشولمر مراسي السفن قليلة جدآ بسبب موقع القرية المرتفع بعض الشيء عن سطح البحر لذلك فإن السكان إذا ارادو الصيد يضطرون لإبقاء قواربهم بالقرب من قرية بور وفي عام 1940 خلال الأحتلال البريطاني تم بناء سلم من الشاطئ يصل إلى القرية كان على السكان من اجل الوصول إلى أي قرية أخرى إتخاذ طريق شاق عبر الجبال مسافته أكثر من 400 متر ومما يفسر تناقص أعداد السكان في عام 2002 كان هناك 16 شخص فقط يعيش في قاوسا دولار العديد من المنازل اليوم أصبحت فارغة، وبلغ عدد سكانها 18 شخص في عام 2012 وفي عام 2004 تم حفر نفق في الجبال الصخرية وأصبح من الممكن الوصول إليها بالسيارة، سكانها في السابق كانوا يتمنون تسهيل المواصلات لهم مما يعني أن اأعداد السكان ربما سترتفع مرة أخرى بسبب الإصلاحات توجد هناك فرص جيدة للزراعة، ويوجد فيها عدد من مجالات العمل كما هو الحال في قريه بور لكن يوجد هنا القليل من العقارات الملكية، وأكثرها أراضي مملوكة.

## قيسا أو قيس
سميت القرية على اسم امرأة تدعى قيسا وهي من كركيوبور، كانت قيسا تأكل اللحم في يوم الصوم الكبير وبسبب هذا الإثم تم مصادرة جميع ممتلكاتها، وبعد ذلك فرت هاربة إلى وادي فيجار الذي سمي بإسمها بعد ذلك، معظم قصص القرى الأخرى عن الأشباح والجان أكثر تفسير محتمل حول تسمية قاوسا دولار أو وادي قوس هو أنه سمي بهذا الاسم بعد هجرة الإوز البري إليه منذ العصور الوسطى.

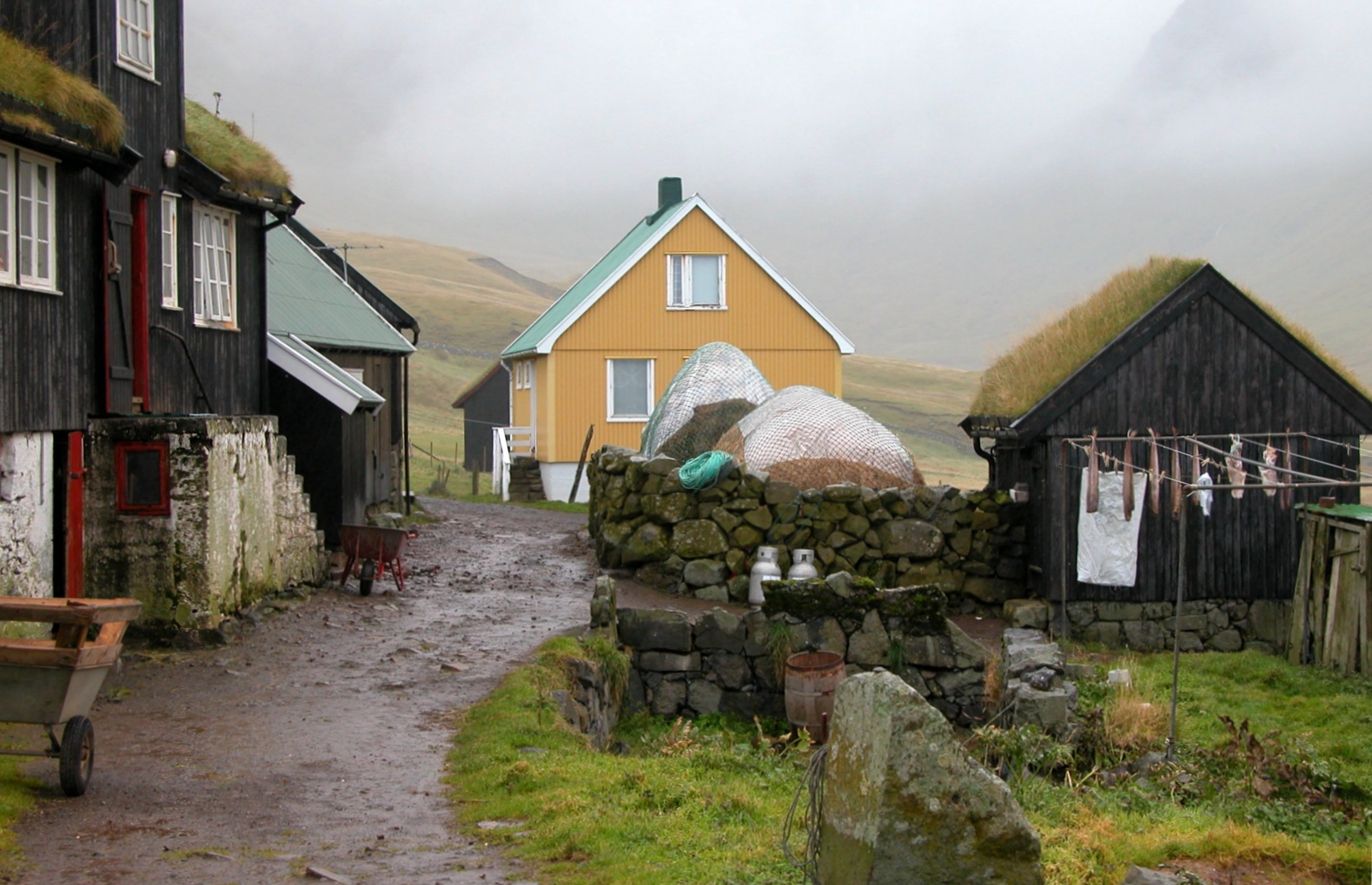
قرية ايدلي الصورة لإريك كريستينسن

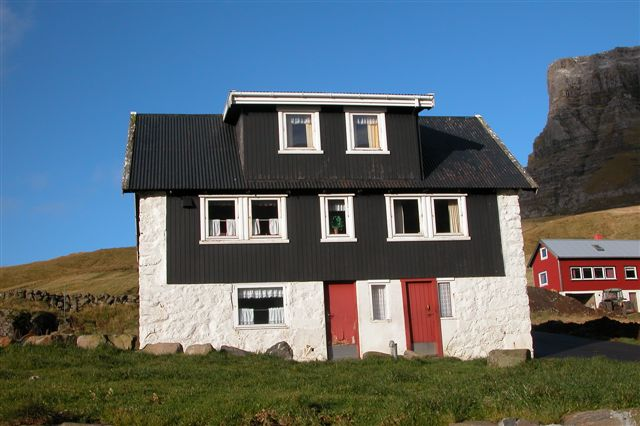
منزل في قاسا دولار الصورة لإريك كريستينسن

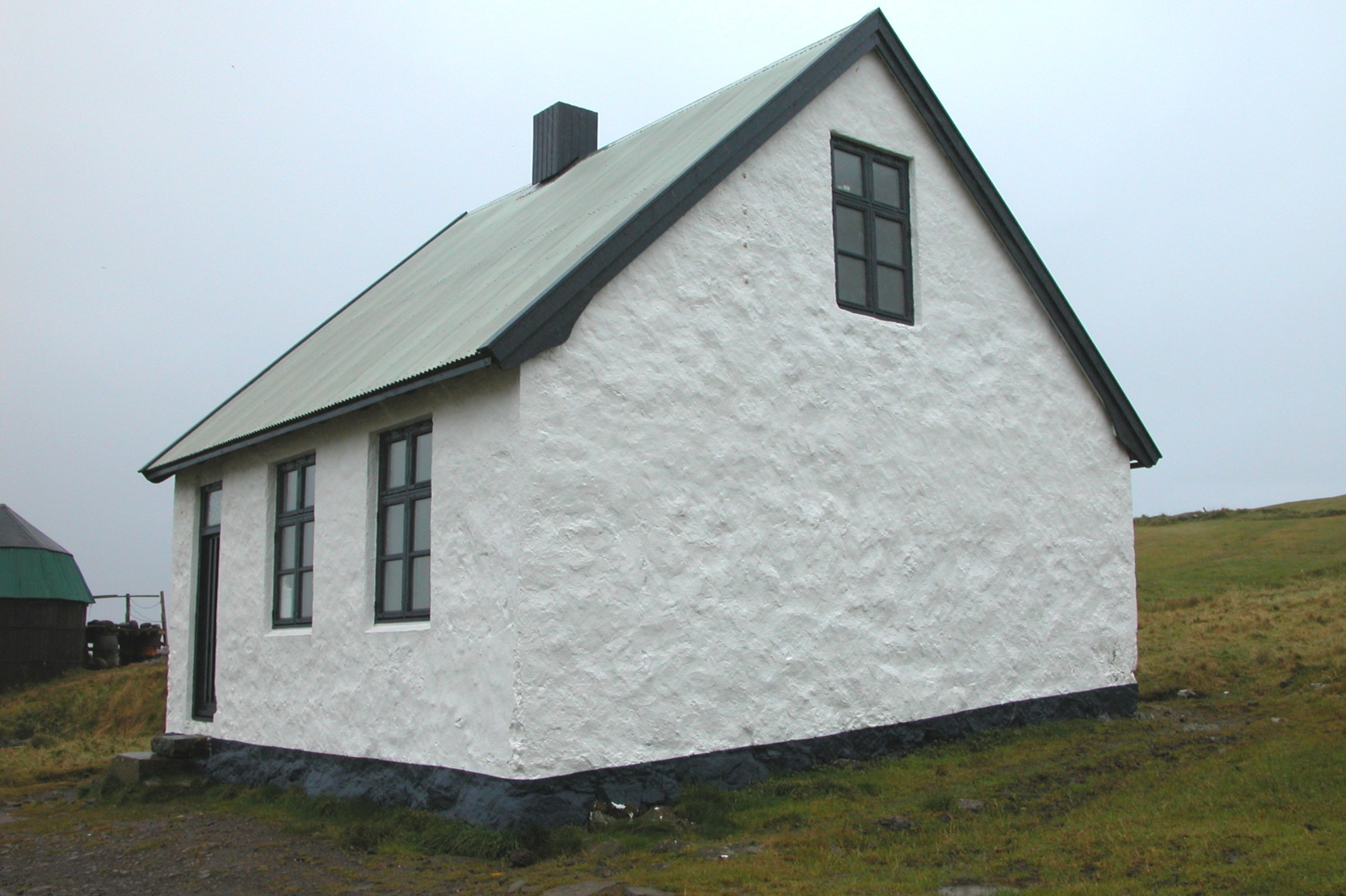
آبرشية في قاسا دولار الصورة لإريك كرستينسن

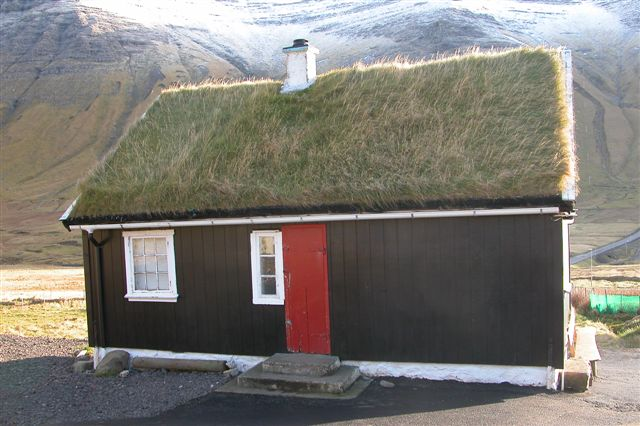
منزل صغير ذو سقف المرج الصورة لإريك كريستينسن

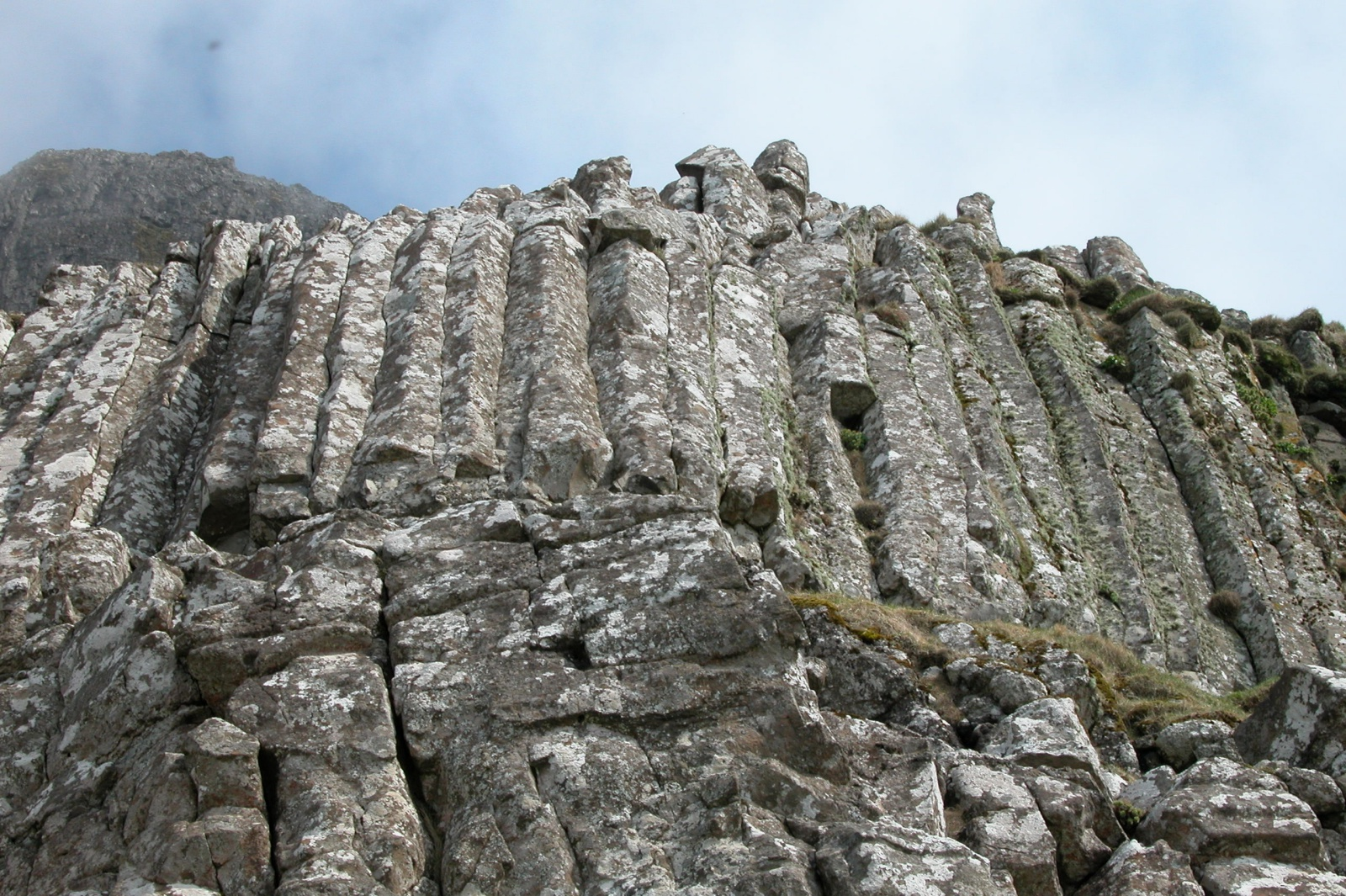
كومات باسالت في قوسا دولار الصورة لإريك كريستينسن

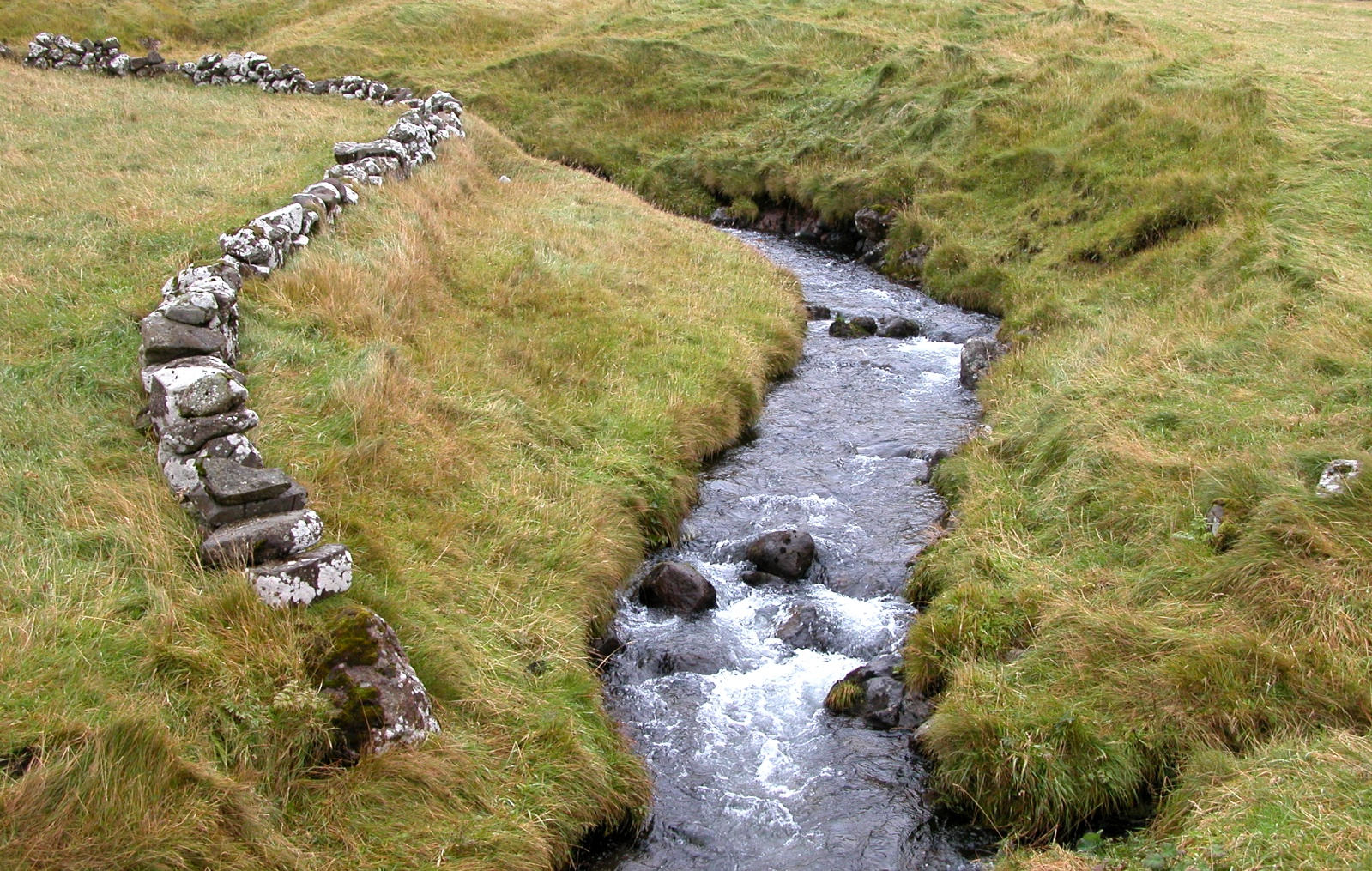
جدول في قوسا دولار الصورة لإريك كريستينسن

## وصلات خارجية
Faroestamps.fo 
Faroeislands.dk: Gásadalur  الصور وصفا لجميع المدن في جزر فارو. ويكيبيديا الشائعة لديها وسائل إعلام متصلة بقاوسا دولار.
- قائمة لمدن جزر فارو [الإنجليزية]